# منطقه اچ ۲

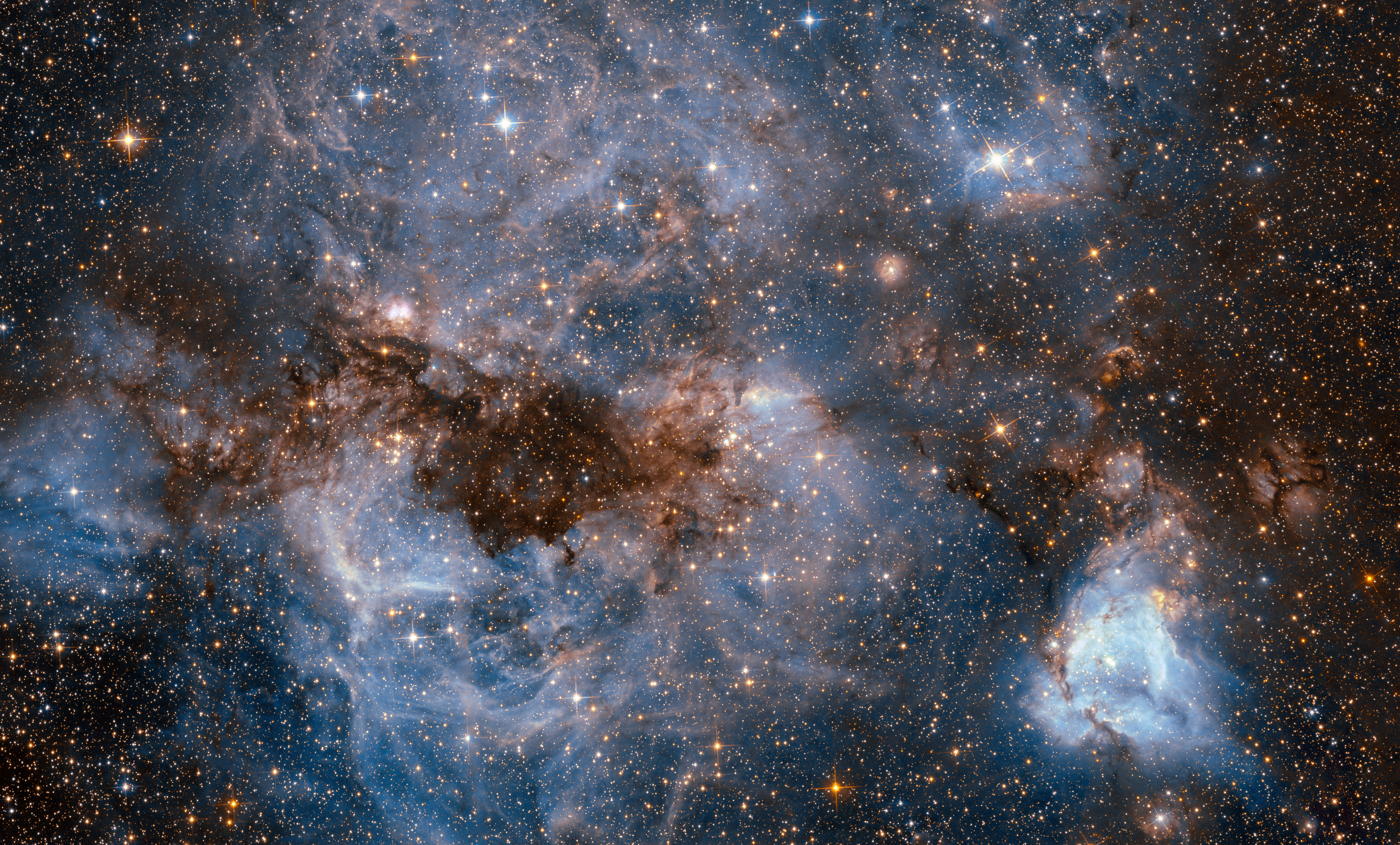
نگاره‌ای از منطقهٔ اچ ۲ در کهکشان ابر ماژلانی بزرگ که توسط تلسکوپ فضایی هابل ثبت‌شده است.

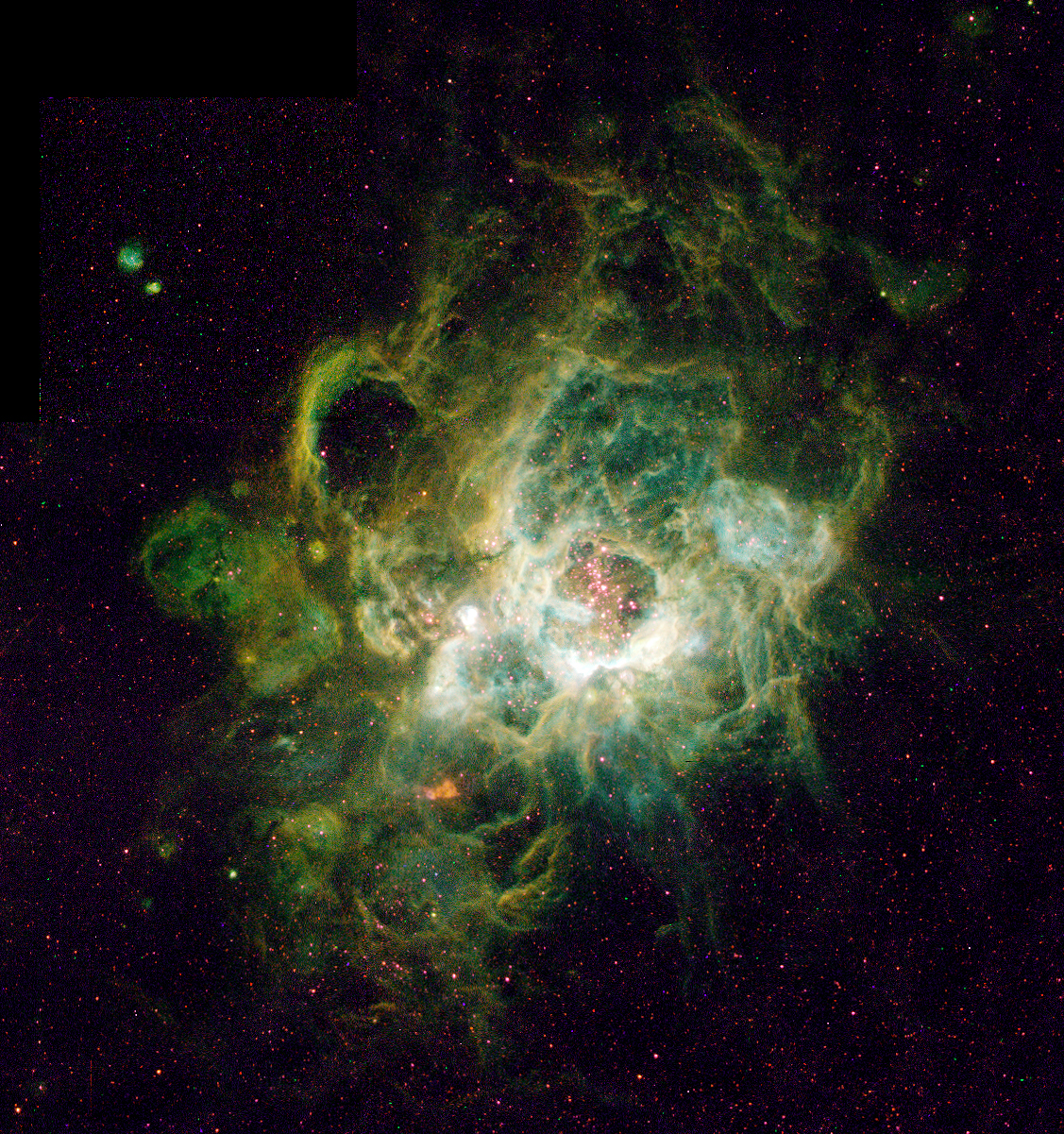
«تصویری از هابل»سحابی ان جی سی۶۰۴ منطقهٔ بسیار بزرگ هیدروژن II در کهکشان مثلث است. در بازوهای مارپیچی این کهکشان ستاره‌های جدید متولد می‌شوند. این سحابی چنان وسیع است که از فاصلهٔ ۱۵۰۰ سال نوری به راحتی در تصاویر تلسکوپی زمینی دیده می‌شود. در قلب NGC ۶۰۴ بیش از ۲۰۰ ستارهٔ گرم بسیار بزرگ که جرمی در حدود ۱۵ تا ۶۰ برابر جرم خورشید دارند قرار گرفته‌است.

مناطق اچ دو (به انگلیسی: H II region) ابرهایی بزرگ با چگالی کم و گازهای یونیزه شده هستند که زایش ستارگان در آن‌ها شکل می‌گیرد.
ستاره‌های آبی با عمر کوتاه مدت (مانند ابرغول‌های آبی و فراغول‌ها) در این مناطق مقدار فراوانی نور ماورای بنفش ساطع می‌کنند که گازهای اطراف خود را یونیزه می‌سازند. این مناطق که اغلب حدود چند صد سال نوری وسعت دارند متشکل از توده ابرهای مولکولی غول پیکر هستند.
اولین کسی که پی به وجود این مناطق برد نیکولاس کلاود بود. وی در سال ۱۶۱۰ سحابی شکارچی (جبار) را کشف کرد.
نام مناطق اچ دو، بر گرفته از مقدار بسیار زیاد اتم‌های یونیزه شدهٔ هیدروژنی است که در این مناطق وجود دارد. مناطق اچ یک دارای اتم‌های هیدروژن خنثی هستند و مناطق اچ دو دارای مولکول‌های هیدروژن هستند. اشکال این مناطق به دلیل توزیع غیر یکنواخت گازها و ستاره‌ها بسیار متنوع است. آن‌ها اغلب مانند سحابی سر اسب دارای اشکال رشته‌ای هستند و اشکال عجیب دارند. این مناطق گاهی در طول چندین میلیون سال، هزاران ستاره تولید می‌کنند.
در پایان، انفجار سوپر نوا و ایجاد باد قوی ستاره‌ای از سوی ستارگان حجیم باعث می‌شود که خوشهٔ ستاره‌ای، گازهای این مناطق را پراکنده کند و در پشت این خوشه‌ها ستاره‌هایی مانند ستارگان خوشهٔ پروین تشکیل می‌شوند.
مناطق اچ دو می‌توانند در فاصله‌های قابل توجهی در جهان دیده شوند و مطالعه دربارهٔ آن‌ها برای شناخت فواصل و خواص شیمیایی دیگر کهکشان‌ها بسیار با اهمیت است. کهکشان‌های مارپیچی و نامنظم شامل بسیاری از مناطق اچ دو هستند در صورتی که کهکشان‌های بیضوی تقریباً عاری از آن‌اند. در کهکشان‌های مار پیچی، از جمله کهکشان راه شیری مناطق اچ دو در بازوهای مارپیچی متمرکز شده‌اند در حالی که در کهکشان‌های نامنظم آن‌ها به صورت آشفته توزیع پیدا کرده‌اند. برخی از کهکشان‌ها دارای مناطق حجیم اچ دو هستند، مانند منطقهٔ دورادوس در ابر ماژلانی بزرگ و ان‌جی‌سی ۶۰۴ در کهکشان مثلث که در حدود ده‌ها هزار ستاره را در خود گنجانده‌اند.

## مشاهدات و تاریخچهٔ رصدی

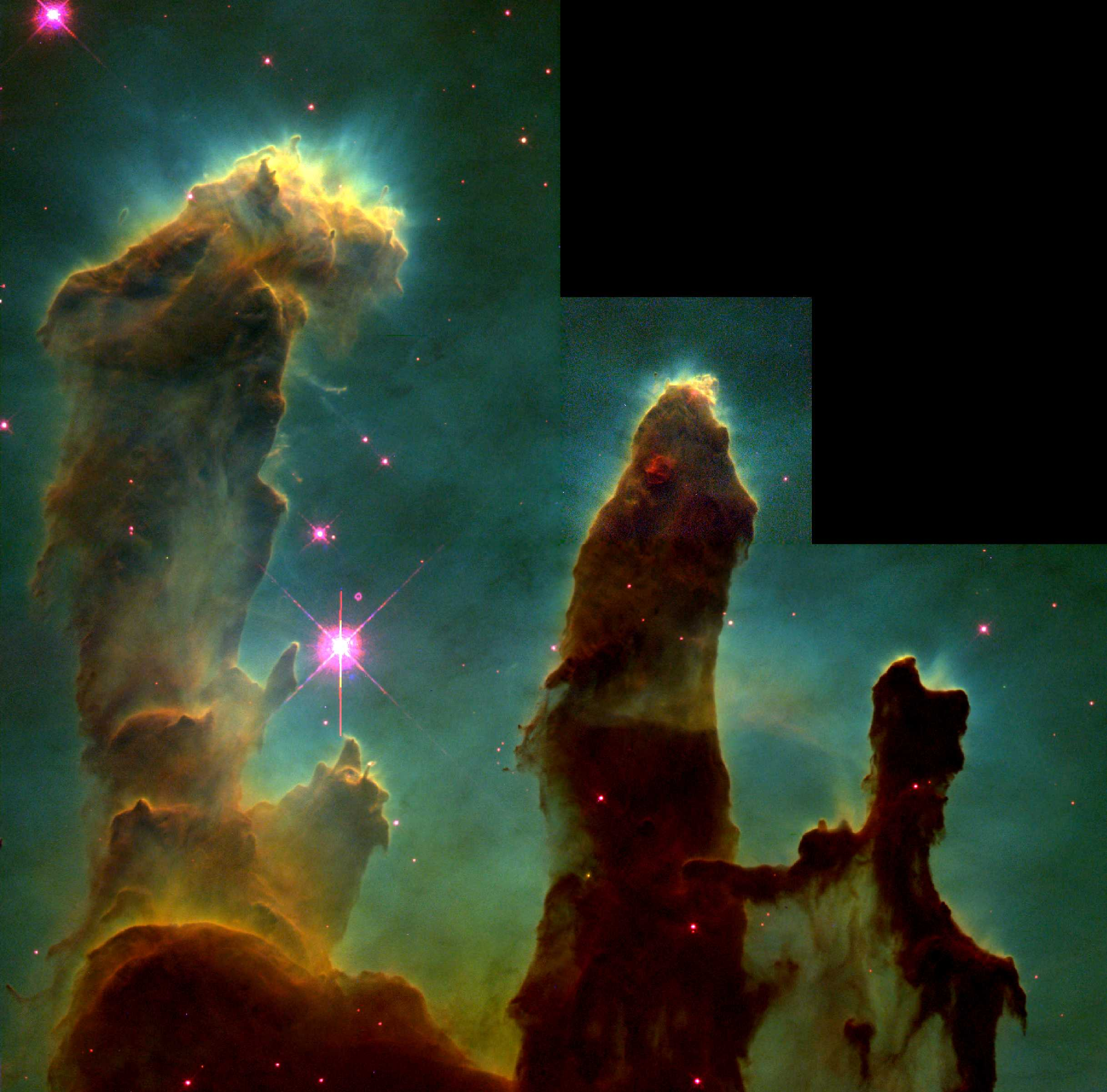
مناطق شکل گیری ستاره تاریک در سحابی عقاب که معمولاً از آن به عنوان ستون‌های آفرینش یاد می‌شود.

اندکی از درخشان‌ترین مناطق اچ ۲ با چشم غیر مسلح قابل مشاهده‌اند، گرچه هیچ‌یک قبل از اختراع تلسکوپ در قرن هفدهم میلادی مورد توجه قرار نگرفته بودند. حتی گالیله هنگامی که برای اولین بار خوشهٔ ستاره‌ای درون سحابی شکارچی را مشاهده کرد، به آن اهمیتی نداد. محققی فرانسوی به نام نیکولاس کلود فابری دی پیرسک در سال ۱۶۱۰ میلادی موفق به کشف سحابی شکارچی شد. پس از آن مشاهدات اولیه، تعداد بسیاری از مناطق اچ دو در کهکشان راه شیری و دیگر کهکشان‌ها کشف گردیدند.

سحابی شکارچی

در سال ۱۷۷۴ میلادی ویلیام هرشل موفق به مشاهدهٔ سحابی شکارچی شد و همچنین بعدها آن را مه بدون ساختار آتشین و مواد بی نظم خورشید آینده توصیف کرد. تأیید این فرضیه صد سال تمام وقت گرفت تا این که بالاخره ویلیام هوگینز و همسرش مری هوگینز طیف‌سنجشان را به سوی سحابی‌های مختلف بچرخانند. برخی از سحابی‌ها مانند سحابی زن برزنجیر طیف‌هایی بسیار مشابه با ستارگان دارند؛ اما مشخص شد که با داشتن صدها میلیون ستاره، آن‌ها چیزی فراتر از یک سحابی و در واقع کهکشان‌هایی هستند که هرکدامشان به تنهایی از صدها میلیون تک ستاره تشکیل شده‌اند. این سحابی با دیگر سحابی‌ها بسیار متفاوت بود. به جای زنجیرهٔ پیوسته‌ای از خطوط طیف نوری با خطوط جذبی (گسیلی)، سحابی جبار و اجرام مشابه دیگرش، تنها تعداد کمی از این خطوط نشری طیف نوری پیوسته را نشان می‌دادند.
مادهٔ میان ستاره‌ای در زمینهٔ نجومی متراکم در نظر گرفته می‌شود ولی از نظر استانداردهای آزمایشگاهی دارای شرایط خلأ بالاست. در دههٔ ۱۹۲۰، فیزیکدانان نشان دادند که درون گازی با چگالی بسیار پایین، الکترون‌ها می‌توانند سطوح انرژی شبه پایدار برانگیخته را در اتم‌ها و یون‌ها متمرکز کنند. البته این برانگیختگی در چگالی‌های بالاتر به واسطهٔ برخورد بیشتر ذرات به سرعت کاهش می‌یابد.
در مناطق اچ ۲ خط طیفی غالب، دارای طول موج ۶۵۶٫۳ نانومتر است. این طول موج، همان خط اچ آلفای منتشر شده توسط هیدروژن اتمی (اچ ۱) است که به خوبی شناخته شده‌است؛ (خطوط طیفی هیدروژن). یک فوتون زمانی از این طول موج ساطع می‌شود که یک الکترون از یک اتم هیدروژن از لایه سوم به لایه دوم منتقل شود. چنین تغییر حالتی زمانی که یک الکترون توسط یک اتم یونیزه شدهٔ هیدروژن (یک پروتون) به دام می‌افتد به دفعات اتفاق می‌افتد و اتم هیدروژن حالت برانگیخته از برخی از مدارهای بالاتر به n=۱ می‌رسد. بدین ترتیب این‌طور نتیجه‌گیری می‌شود که مناطق اچ دو شامل ترکیبی از الکترون‌ها و هیدروژن یونیزه شده‌است که دائماً به اتم‌های هیدروژن بازترکیب می‌شود.
رصدگری‌ها و بررسی‌ها در طول سدهٔ ۲۰ میلادی نشان داد که مناطق اچ ۲ اغلب شامل ستارگان گرم و درخشان می‌شود. این ستارگان چندین برابر از خورشید چگال‌تر هستند و همچنین جزء ستارگان با کوتاه‌ترین طول عمر بوده و عمر آن‌ها تنها چند میلیون سال است؛ بنابراین گمان بر این است که مناطق اچ دو باید مناطقی باشند که ستارگان جدید در آن شکل می‌گیرند. بعد از بازهٔ زمانی چند میلیون سالی در منطقه اچ ۲، قبل از اینکه فشار تابش باعث پراکندگی سحابی شود، در منطقهٔ اچ ۲ یک خوشه از ستاره‌ها شکل می‌گیرد. خوشهٔ پروین مثالی از این نوع خوشه است.

## منشاء و پایستگی

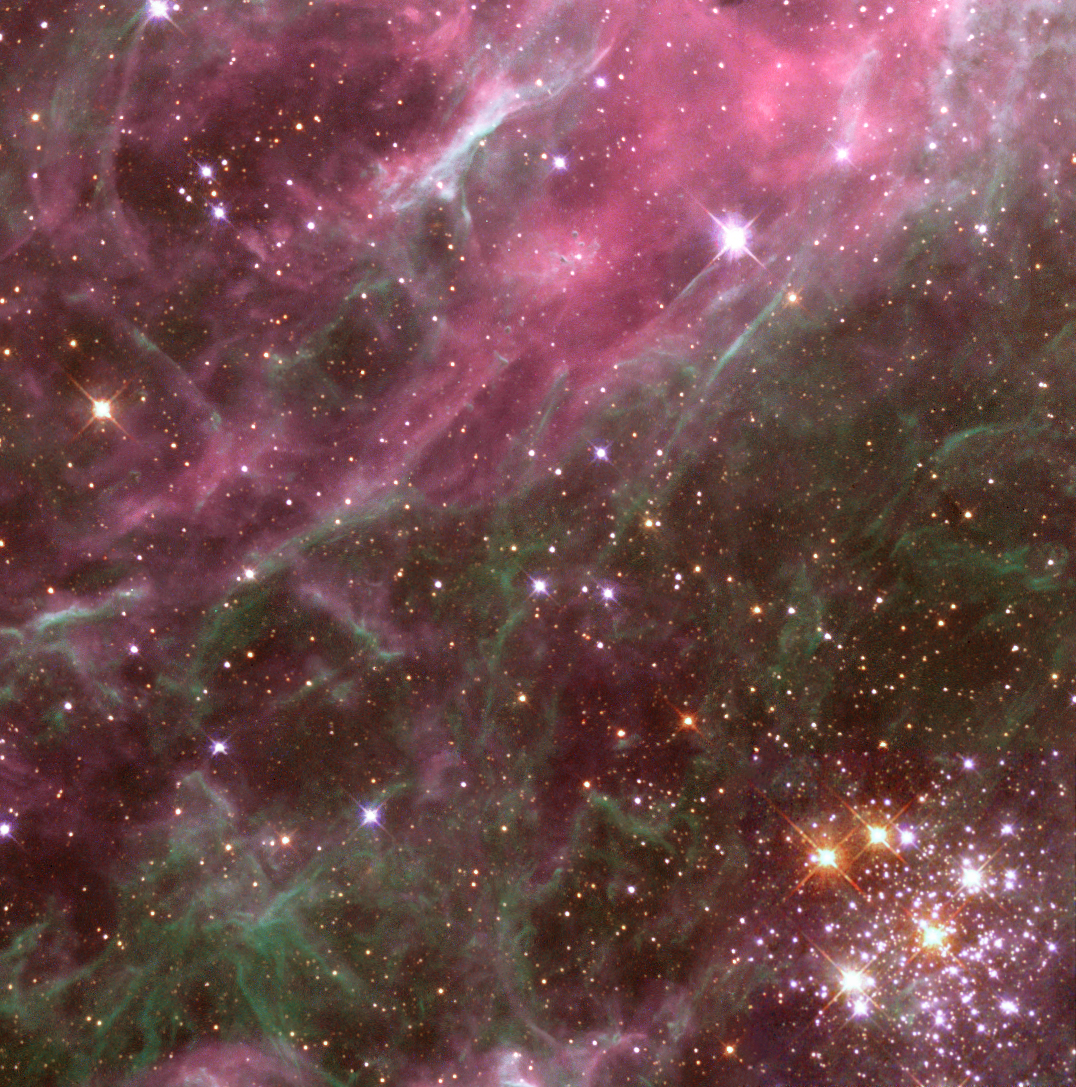
بخش کوچکی از سحابی رتیل، منطقه بزرگی از اچ دو در ابر ماژلانی بزرگ قابل رویت است.

آغازگر یک منطقهٔ جدید اچ دو، یک ابر عظیم مولکولی (GMC) است. این ابر مولکولی بسیار سرد (۱۰ تا ۲۰ درجهٔ کلوین) و در مقایسه با خلأ متراکم است و چگالی این ابر بیشتر به دلیل وجود هیدروژن مولکولی است. ابر عظیم مولکولی می‌تواند برای مدت زیادی در ناحیه‌ای به حالت پایسته‌ای باقی بماند، اما شوک موج‌های حاصل از سوپرنوا‌ها، برخورد ابرها با هم، و تعاملات مغناطیسی می‌تواند به این پایستگی پایان دهد و آغازگر فروپاشی منطقه شود. زمانی که این اتفاق می‌افتد، از طریق یک فرایند فروپاشی و تکه‌تکه شدن آن تودهٔ ابر، ستاره‌ها متولد می‌شوند (برای توضیح بیشتر مقالهٔ تکامل ستارگان را مطالعه کنید).
از آنجایی که محل تولد یک ستاره، در میان حصاری از ابر عظیم مولکولی است، به دنبال پیدایش آن ستارهٔ نو ظهور، درجهٔ دمای گازهای مجاور در آن غول عظیم گازی، به اندازهٔ کافی برای یونیزه شدن بالا می‌رود. بزودی پس از شکل‌گیری یک میدان پرتو یونی، فوتون‌های پر انرژی از طریق رفت‌وآمد با یک سرعت فراصوت از میان گازهای محیط، یک جبههٔ یونیزاسیون ایجاد می‌کنند. در فواصل بسیار بسیار دورتر از ستارهٔ یونیزه‌کننده، جبههٔ یونیزاسیون کند می‌شود، این در حالی است که فشار گاز تازه یونیزه شده باعث می‌شود که حجم یونیزه شده‌ها گسترش یابد. سرانجام سرعت جبههٔ یونیزاسیون تا پایین‌تر از سرعت صوت کاهش می‌یابد و توسط شوک ناشی از گسترش مواد خارج شده از سحابی محدود می‌شود. بدین ترتیب منطقه اچ دو متولد شده‌است.
طول عمر یک منطقهٔ اچ دو در حدود چند میلیون سال است. فشار تابش از سوی ستاره‌های گرم جوان در نهایت بیشتر گازها را پراکنده خواهد کرد. در واقع و از نگاهی، کل این فرایند سیستم ناکارآمدی است و تنها چیزی کمتر از ۱۰ درصد از گاز در منطقه اچ دو، به ستاره تبدیل می‌شود پیش از آن که بقیه با پرتاب شدن به بیرون به هدر برود. انفجارهای ابرنواختری بزرگترین ستارگان که تنها بین یک تا دو میلیون سال عمر می‌کنند در ایجاد این ناکارآمدی بسیار مؤثر است.

## نابودی ستارگان جوان

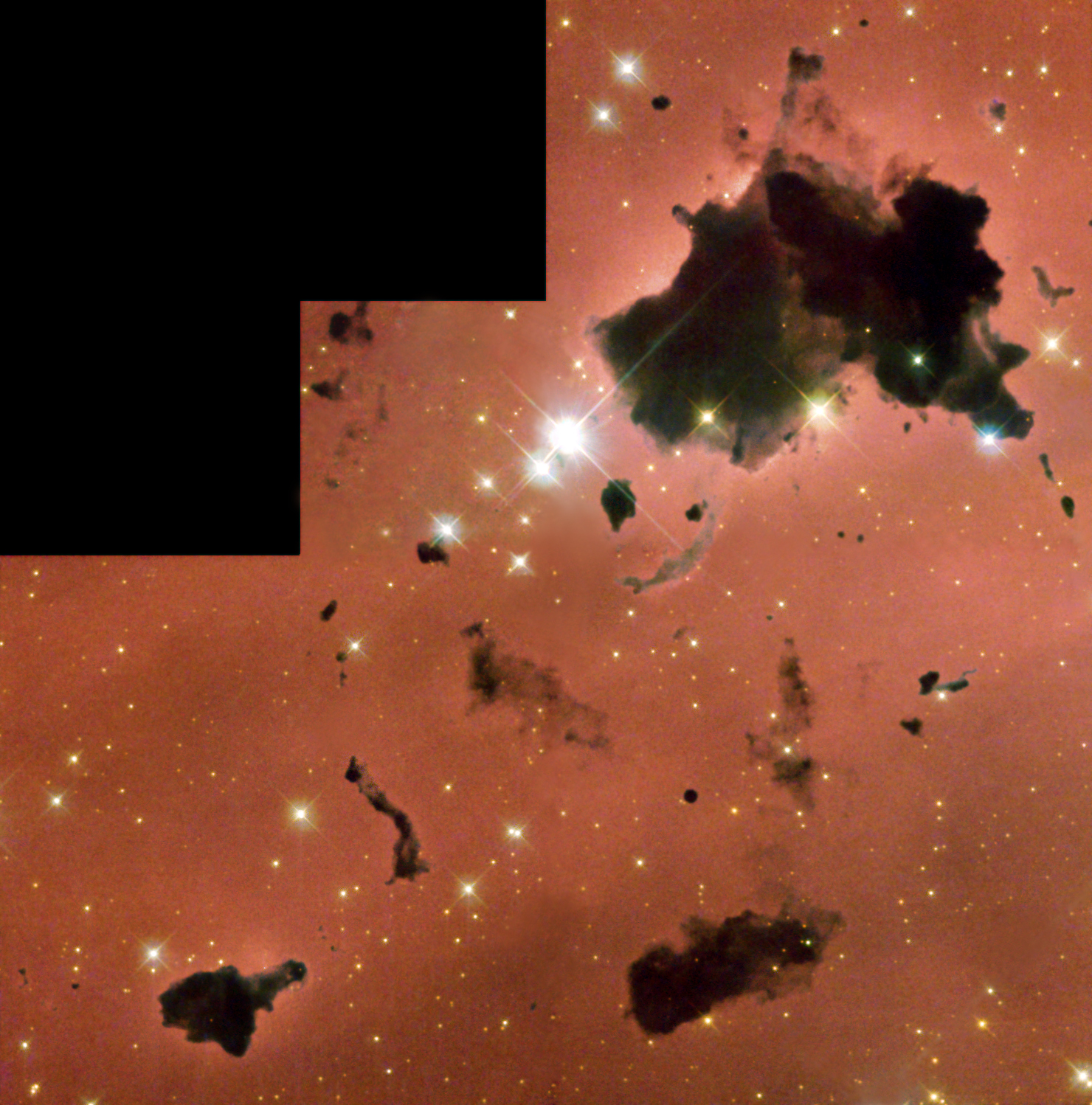
گلبول بوک در ناحیه اچ دو واقع در IC 2944

ستارگان در توده‌هایی از گاز سرد مولکولی سحابی‌ها شکل می‌گیرند که این گازها باعث پنهان ماندن ستارهٔ در حال تولد می‌شوند. تنها زمانی که فشار تابش یک ستاره «پیله‌اش» را کنار می‌زند ستاره را می‌توان دید. ستاره‌های بسیار گرمِ آبی رنگ؛ که توانایی بونیزه کردن مقدار تعیین‌کننده‌ای از هیدروژن را دارند، و از این راه ناحیه‌های اچ دو را پدید می‌آورند، این کار را به سرعت انجام خواهند داد و ناحیه‌ای را که هم‌اکنون پدید آورده‌اند نورانی و روشن می‌سازند. ناحیه‌های پر چگالی که در آن‌ها ستارگان جوان تر، یا نه چندان بزرگ دیگری قرار دارند، هنوز در حال شکل دادن ستارگان خود هستند و مواد تشکیل دهندهٔ خود را هنوز پراکنده نساخته‌اند، و غالباً به شکل شبح گونه‌ای در پیکر سحابی یونیزه شده به چشم می‌خورند. این تکه‌های تیره رنگ، به نام گلبول‌های بوک نام‌گذاری شده‌اند. برای احترام به اخترشناس هلندی-امریکایی بارت بوک (۲۸ آوریل ۱۹۰۶ تا ۵ اوت ۱۹۸۳ میلادی) این نام‌گذاری انجام شده‌است. او در دههٔ ۱۹۴۰ میلادی پیشنهاد داد که آن نقاط می‌توانند زادگاه احتمالی ستارگان باشند، فرضیه‌ای که در سال ۱۹۹۰ درستی آن نشان داده شد. ستارگان جوان بسیار گرم، با تابش گرمی که بر منطقهٔ هیدروژنی اچ دو دارند نیروی مورد نیاز منطقه را برای یونیزه شدن تأمین می‌کنند و از این راه باعث از هم پاشیده شدن این گلبول‌ها می‌شوند. در این مفهوم، ستارگانی که مناطق اچ دو را تولید می‌کنند خود به گونه‌ای رفتار می‌کنند که رفتارشان ستارگان جوان را با از بین بردن پرورشگاهشان به نابودی می‌کشاند. به هر حال، ستاره ممکن است که ماشهٔ آخرین فوران تشکیل شدن ستارگان را، با انجام چنین کاری کشیده باشد؛ زیرا در این میان، ممکن است که فشار تابش، همراه با فشار مکانیکی حاصل از ابرنواختر، بتواند گلبول‌ها را فشرده تر کند، و در نتیجه سبب پیشرفت تراکم درونی آن‌ها شود.
شواهدی موجود است که نشان می‌دهد که ستارگان جوان در مناطق اچ دو، سامانه‌های سیاره‌ای هم تشکیل می‌دهند. تلسکوپ فضایی هابل صدها قرص پیش–سیاره‌ای را در سحابی شکارچی منتشر کرده‌است. حداقل، در اطراف نیمی از ستارگان جوان در سحابی شکارچی، قرص پیش–سیاره‌ای به صورت حلقه‌هایی متشکل از گاز و گرد و غبار دیده شده‌است، به باور کارشناسان، این مقدار، چندین برابر بیش از مقداریست که برای آفرینش یک نظام سیاره‌ای مانند منظومه شمسی مورد نیاز است.

## ویژگی‌ها

### ویژگی‌های فیزیکی

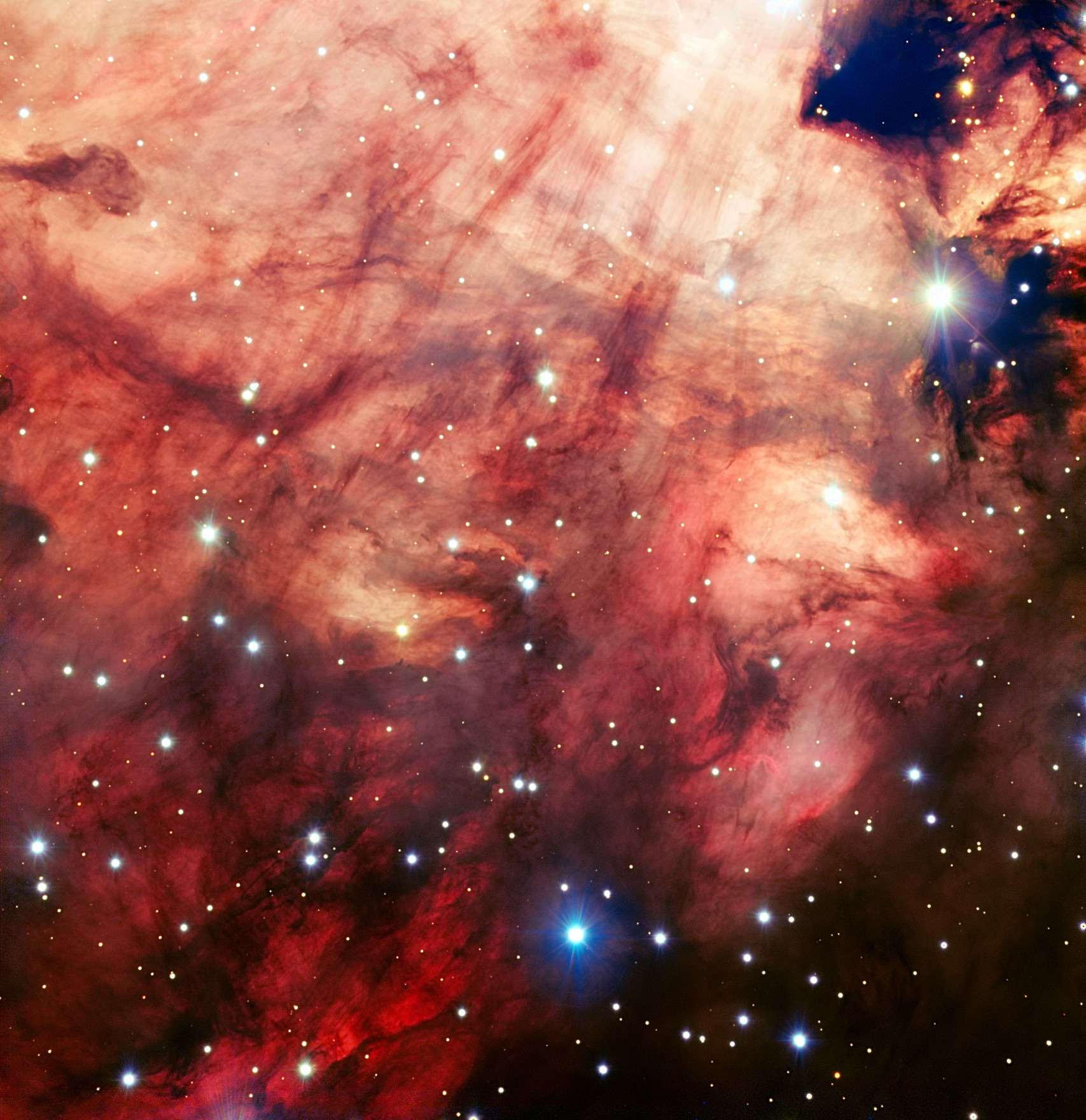
سحابی اومگا یک منطقهٔ اچ دو در صورت فلکی قوس است. در فاصلهُ ۵۰۰۰ تا ۶۰۰۰ سال نوری از سامانهُ خورشیدی با پهنای ۱۵ سال نوری و جرم ۸۰۰ برابر جرم خورشید

در ویژگی‌های فیزیکی، مناطق اچ دو بسیار از هم متفاوت‌اند. از مناطقی که اندازهٔ آن‌ها در منطقه‌های فوق فشرده (UCHII) شاید وسعتی تنها تا یک سال نوری و بلکه کمتر داشته باشند گرفته، تا مناطق اچ دوی غول آسا که دامنه‌های آن‌ها به چند صد سال نوری می‌رسد متفاوت است. اندازهٔ وسعت آن‌ها به عنوان حوزهٔ استرومگرن نیز شناخته می‌شود و اساساً به شدت تراکم منبع فوتون‌های یونیزه شده و تراکم کلی خود منطقه بستگی دارد. چگالی آن‌ها نیز از بیش از یک میلیون ذره در هر سانتیمتر مکعب در مناطق فوق فشرده اچ دو گرفته، تا تنها چند ذره در هر سانتیمتر مکعب در بزرگترین مناطق اچ دو متغیر است. این مقدارها و اندازه‌ها، چیزی بین ۱۰۰ تا ۱۰۵ برابر جرم خورشید است.
همچنین مناطق بسیار فوق چگال اچ دو (UDHII) نیز وجود دارند که بسیار متراکم‌ترند.
نسبت به اندازهٔ منطقهٔ اچ دو، در این مناطق ممکن است تا چندین هزار ستاره در درون بعضی از آن‌ها وجود داشته باشد. همین ویژگی مناطق اچ دو را از سحابی‌های سیاره نما که تنها یک منبع یونیزه در مرکز خود دارند، پیچیده‌تر می‌کند. به‌طور معمول گرما در مناطق اچ دو تا دمای ۱۰٫۰۰۰ کلوین هم می‌رسد. آن‌ها مناطق اچ دویی هستند که عمدتاً از گازهای یونیزه شده با میدان مغناطیسی ضعیف با قدرت فقط چند نانو تسلا هستند. با اینحال مناطق اچ دو همواره با به همراه داشتن گاز سرد مولکولی، که از منشأ مشترکشان ابرهای مولکولی(GMC) سرچشمه می‌گیرد شناخته شده‌اند که فقط نزدیک ۱۰ درجهٔ کلوین (۲۶۳- درجهٔ سانتیگراد) دما دارند. میدان‌های الکتریکی توسط همین حرکت‌های ضعیف شارژهای الکتریکی در بین گازهای یونیزه شده ایجاد می‌شوند، که این امر می‌تواند نشان‌گر وجود میدان‌های الکتریکی در مناطق اچ دو باشد و آن فرضیه را تأیید کند.

### ویژگی‌های شیمیایی
مناطق اچ دو از بیش از ۹۰٪ هیدروژن تشکیل شده‌اند. قوی‌ترین خط گسیل اتمی هیدروژن که ۶۵۶٫۳ نانومتر است و مناطق اچ دو را به رنگ سرخ که رنگ مشخصهٔ آن مناطق است در می‌آورد و از دیگر پس زمینه‌ها در آسمان متمایز می‌سازد. بیشتر حجم باقی ماندهٔ مناطق اچ دو از هلیم تشکیل شده‌است همچنین اثرات ناچیزی از عناصر سنگین تر نیز به چشم می‌خورد. مشخص شده‌است که در سرتاسر کهکشان، به ازای افزایش دوری از مرکز کهکشان، میزان عناصر سنگین نیز کاهش می‌یابد. در واقع فاصله از مرکز کهکشان با میزان وجود عناصر سنگین در هر ناحیه رابطهٔ عکس دارد. علت این امر نیز میزان بیشتر شکل‌گیری ستارگان، در مناطقِ چگال تر مرکز، در طولِ عمرِ کهکشان است.

### تعداد و توزیع

خطوط قرمز مناطق اج دو در بازوهای کهکشان گرداب (یا مسیه ۵۱ یا ان‌جی‌سی ۵۱۹۴) که یک کهکشان برهمکنشی و مارپیچی است و در فاصله ۳۱ میلیون سال نوری از زمین قرار دارد، مشخص است.

مناطق اچ دو تنها در کهکشان‌های مارپیچ مانند کهکشان راه شیری یافت می‌شوند. در واقع آن‌ها به ندرت در کهکشان‌های بیضوی شکل پیدا می‌شوند همچنین ممکن است که در کهکشان‌های بی شکل و قاعده نیز پراکنده باشند اما در کهکشان‌های مارپیچ، در بازوهای مارپیچ به وفور وجود دارند. ممکن است که یک کهکشان مارپیچ بزرگ در حدود هزاران منطقهٔ اچ دو داشته باشد.
علت اینکه مناطق اچ دو به ندرت در کهکشان‌های بیضوی ظاهر می‌شوند این است که کهکشان‌های بیضوی معمولاً از طریق ادغام کهکشان‌ها پدید می‌آیند. این ادغام‌ها در خوشه کهکشانی بسیار اتفاق می‌افتد. ستاره‌ها هرگز وقتی کهکشان‌ها به هم می‌خورند به یکدیگر اصابت نمی‌کنند اما ابر عظیم مولکولی و مناطق اچ دو در کهکشان‌های مصادم شدیداً آشفته‌اند. تحت این شرایط انفجارهای عظیم حاصل از شکل‌گیری ستاره‌ها باعث می‌شوند که بیشتر گازها سریعاً به ستارگان تبدیل شوند.
کهکشان‌هایی که ستارگان با این سرعت بالا در آن شکل می‌گیرند، کهکشان‌های ستاره‌فشان نام دارند؛ کهکشان‌های بیضوی پس از ادغام، میزان گاز اندکی دارند و به همین علت مناطق اچ دو دیگر قادر به شکل‌گیری نیستند. مشاهدات در قرن بیست و یکم نشان می‌دهد که تعداد اندکی از مناطق اچ دو خارج از کهکشان‌ها با یکدیگر وجود دارند. این مناطق اچ دو خارج از کهکشان‌ها ممکن است که از جزر و مد کهکشان‌ها ی کوچک بجا مانده باشند و در برخی موارد این مناطق نسل نوئی از ستارگان تازه متولد شدهٔ حاصل از تجمع گازها را خواهند ساخت.

### ریخت‌شناسی
مناطق اچ دو اندازه‌های بسیار گوناگونی دارند. آن‌ها معمولاً در تمام اندازه‌ها از کوچکترین تا بزرگترین انبوه و ناهمگن‌اند. هر ستارهٔ موجود در منطقهٔ اچ دو تقریباً یک ناحیهٔ کروی شکل را که شامل گازهای پیرامونش می‌شود یونیزه می‌کند که این ناحیه به - حوزهٔ کروی استرومگن از گازهای اطراف - معروف است، اما ترکیب حوزه‌های یونیزاسیون حاصل از کره‌های پیرامون ستاره‌های متعدد در یک منطقه اچ دو و گسترش سحابی گرم به گازهای اطراف، یک شیب تراکم زیاد را ایجاد می‌کند که در نتیجه اشکال پیچیده‌ای به وجود می‌آید. انفجارهای فعالیت ای ابرنواختری نیز ممکن است بر ریخت و قیافهٔ مناطق اچ دو اثر بگذارد. در برخی موارد شکل‌گیری یک خوشهٔ بزرگ از ستاره در منطقه اچ دو منجر به ایجاد حفرهٔ داخلی یا گود شدن منطقه از درون می‌شود. منطقهٔ ان جی سی ۶۰۴ که یک غول گازی است و در کهکشان مثلث قرار دارد، نمونه‌ای از این گونه است. برای یک منطقه اچ دو که وضوح فضایی مشخصی ندارد، برخی از اطلاعات ساختار فضایی (چگالی الکترونی به عنوان تابعی از فاصله از مرکز) می‌تواند با انجام تبدیل لاپلاس معکوس در طیف فرکانسی مورد استفاده قرار گیرد.

## مناطق اچ دوِ مهم

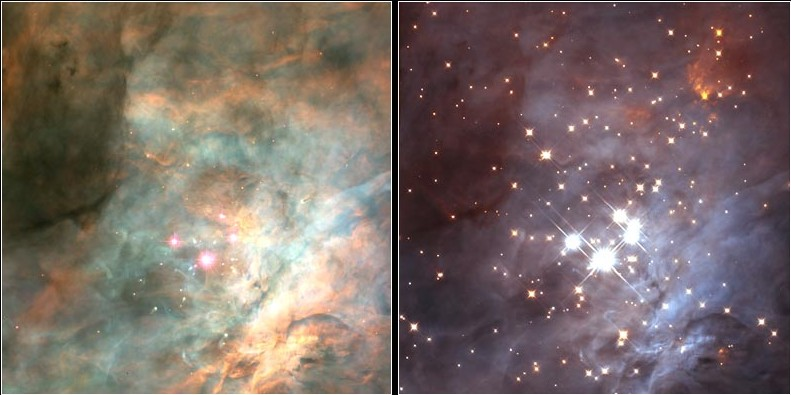
یک تصویر نوری (سمت چپ) که ابرهای گاز و گرد و غبار در سحابی شکارچی را نشان می‌دهد. یک تصویر مادون قرمز (سمت راست) که ستاره‌های جدید درخشان را نشان می‌دهد.

مناطق اچ دوِ مهم کهکشانی شامل سحابی جبار، سحابی شاه‌تخته و ان سی جی ۷۸۲۲ است. سحابی جبار که در فاصله‌ای در حدود ۵۰۰ پارسک (۱۵۰۰ سال نوری) از ما قرار دارد، قسمتی از ابر مولکولی عظیم به نام مجتمع ابر مولکولی جبار ۱ است. اگر سحابی جبار قابل مشاهده بود تمام صورت فلکی شکارچی را پر می‌کرد. سحابی سر اسب و حلقه برنارد دو بخش روشن دیگر از این ابر گاز هستند. سحابی جبار، در واقع یک لایهٔ نازک از گاز یونیزه در مرز بیرونی ابر OMC-1 است. ستاره‌ها در خوشه ذوزنقه‌ای و به خصوص تتا¹ شکارچی سی مسئول این یونیزاسیون هستند.
کهکشان ابر ماژلانی بزرگ که یک کهکشان اقماری از کهکشان راه شیری است و در حدود ۱۶۰ هزار سال نوری از کهکشان راه شیری فاصله دارد، دارای یک منطقهٔ غول آسای اچ دو به نام سحابی رتیل است. این سحابی متراکم‌ترین سحابی در گروه محلی است، همچنین این سحابی از لحاظ وسعت در جایگاه دوم گروه محلی قرار دارد. در واقع این سحابی به مراتب از سحابی جبار عظیم تر است و هزاران ستاره را در خود شکل می‌دهد که جرم برخی از آن‌ها به ۱۰۰ برابر خورشید نیز می‌رسد که به ستاره ولف–رایه معروفند. اگر سحابی رتیل به همان میزان سحابی جبار به زمین نزدیک بود، مانند یک قرص ماه کامل می‌درخشید. ابر نواخت اس‌ان ۱۹۸۷ای در خارج از سحابی رتیل رخ داده است.
دیگر منطقه اچ دوی عظیم نیز ان جی سی ۶۰۴ است که در کهکشان مثلث در فاصلهٔ ۲٫۶۶ سال نوری واقع شده‌است گرچه از لحاظ وسعت از سحابی رتیل بزرگتر است اما پس از سحابی رتیل متراکم‌ترین سحابی گروه مخلی است. کل اجرام خورشیدی از گازهای گرم در این سحابی در حدود ۶۰۰۰ جرم خورشیدی است.

## مسائل کنونی

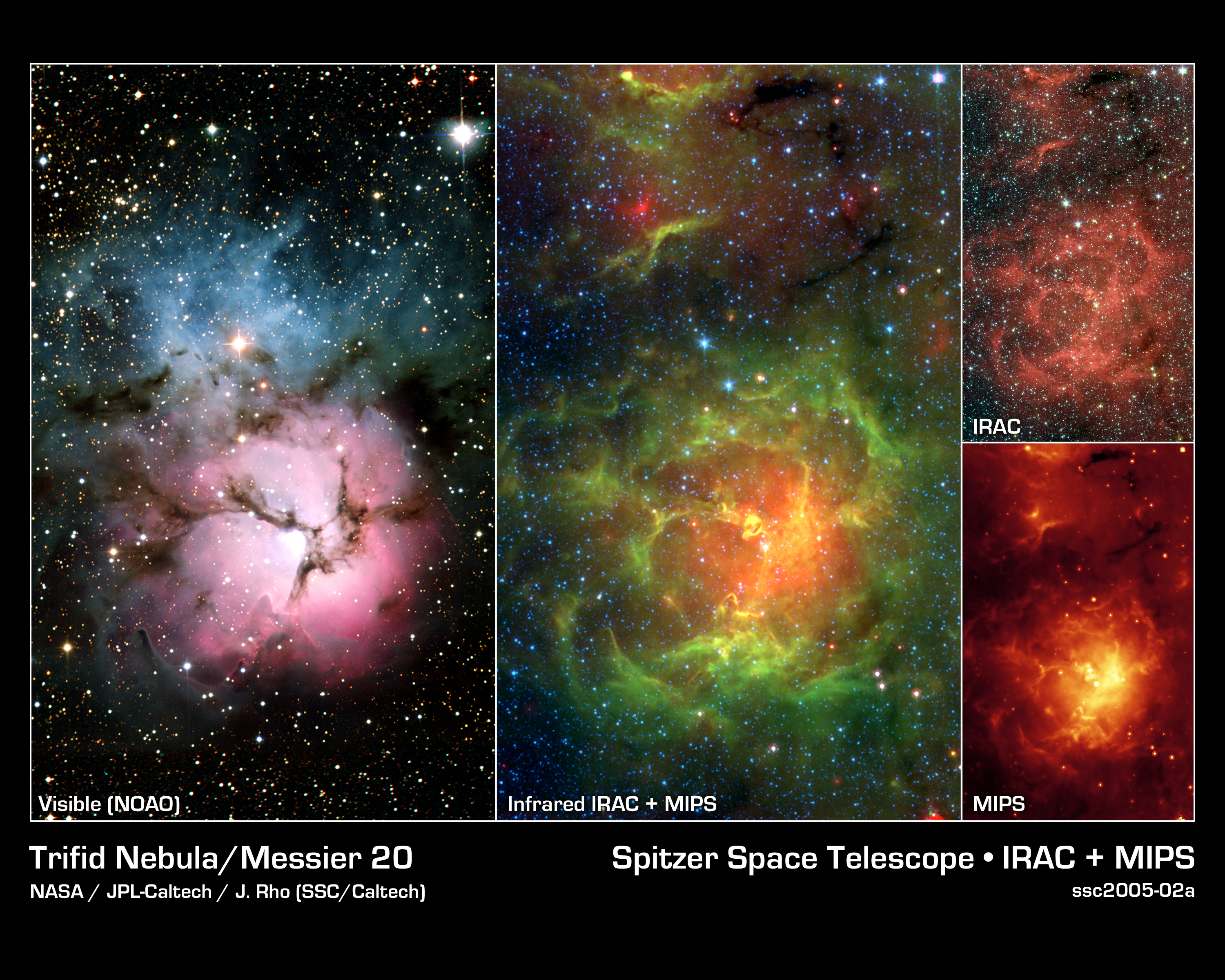
سحابی سه تکه در طول موج‌های مختلف دیده می‌شود

برآورد فراوانی عناصر در مناطق اچ دو؛ همان گونه که در سحابی‌های سیاره‌ای هم مورد تردید است با نبود قاطعیت‌هایی روبروست. دو راه مختلف برای برآورد فراوانی فلزات (منظور از فلزات در اینجا، میزان وجود هر عنصر دیگری به غیر از هیدروژن و هلیم است) در سحابی‌ها وجود دارد. شیوهٔ کار هر دو روش، بر به کارگیری انواع مختلف خطوط طیفی تکیه دارد؛ و گاهی میان نتایج به دست آمده از این دو روش، ناهمخوانی‌های بزرگی دیده می‌شود. برخی از ستاره شناسان علت این اختلاف را وجود نوسانات کوچک درجه حرارت درون مناطق اچ دو می‌دانند. برخی دیگر ادعا می‌کنند که این تفاوت‌ها بزرگ‌تر از آن اند که بتوانند با نوسانات حرارتی به وجود آیند. این گروه برای توضیح تفاوت‌ها، نسبت دادنش به اثرات دما را رد کرده و فرضیهٔ وجود گره‌های سرد حاوی مقدار بسیار کمی هیدروژن را پیش نهاد می‌کنند.
جزئیات کامل از چگونگی شکل‌گیری ستاره‌های عظیم در داخل مناطق اچ دو هنوز به خوبی شناخته شده نیست. دو مشکل عمده مانع تحقیقات در این زمینه است. اول اینکه فاصلهٔ زمین تا مناطق اچ دو زیاد است و نزدیک‌ترین منطقه اچ دو که سحابی کالیفرنیا نام دارد تا زمین، ۱۰۰۰ سال نوری فاصله دارد. سایر مناطق اچ دو چندین برابر از زمین دورترند. دوم اینکه تشکیل این ستاره‌ها عمیقاً توسط گرد و غبار پنهان است، و مشاهدهٔ چگونگی آن با نور مرئی غیرممکن است. موج رادیو و مادون قرمز می‌تواند به درون گرد و غبار نفوذ کند، اما ستارگان جوان ممکن است نور زیادی در این طول موج منتشر نکنند.